# ريتشارد بينغهام شيريدان
ريتشارد بينغهام شيريدان (بالإنجليزية: Richard Bingham Sheridan)‏ هو سياسي أيرلندي، ولد في 1 أغسطس 1822 في جمهورية أيرلندا، وتوفي في 8 يونيو 1897 في أستراليا. انتخب عضو المجلس التشريعي ولاية كوينزلاند.